# Mimas virescens-bipunctata
Mimas virescens-bipunctata är en fjärilsart som beskrevs av Barend J. Lempke 1937. Mimas virescens-bipunctata ingår i släktet Mimas och familjen svärmare. Inga underarter finns listade i Catalogue of Life.